# Austruca perplexa
Austruca perplexa – gatunek kraba morsko-lądowego z rodziny Ocypodidae.
Takson ten opisany został w 1852 przez Henriego Milne-Edwardsa. Po rewizji Shiha i innych z 2016 zaliczany jest do rodzaju Austruca.
Samce osiągają do 11,5 mm długości i do 19,5 mm szerokości, a samice do 10 mm długości i 26 mm szerokości. Karapaks o bardzo szerokim regionie frontalnym, ostrych kątach przednio-bocznych, prawie prostych i zbieżnych krawędziach przednio-bocznych, zaokrąglających się w krawędzie grzbietowo-boczne oraz o skierowanych prawie podłużnie rowkach tylno-bocznych. W widoku bocznym karapaks jest prawie walcowaty, o niezlanych regionach branchialnych i hepatycznych. U samicy podział karapaksu na regiony jest słabiej widoczny niż u samca.
Szczypce nierównej wielkości. Te większe mają część dłoniową propoditu z ukośną i guzkowaną listewką po stronie wewnętrznej oraz z nierozbiegającą się grzbietowo od nasady daktylopoditu listewką przedpalcową. Palec nieruchomy większych szczypiec cechuje silnie chropowata powierzchnia i brak bruzdy submarginalnej. Palec ruchomy jest łukowato wygięty tylko w dystalnej 1/5 swej długości. Ostatnia para odnóży krocznych ma smukłe meropodity z prostymi krawędziami grzbietowymi. Samiec ma silnie skręcone gonopody o dużych flankach, z tylna jest szersza i nieco dłuższa od przedniej. Otwór płciowy samicy jest pozbawiony guzka.
Gatunek indopacyficzny, rozprzestrzeniony od Andamanów, Półwyspu Malajskiego, Indonezji i wschodniej Australii, przez Tajwan, Filipiny i Papuę-Nową Gwineę po południową Japonię, Samoa i Vanuatu. Zamieszkuje osłonięte nabrzeża morskie o podłożu piaszczysto-mulistym lub piaszczystym, a także estuaria, ujścia rzek i okolice namorzyn.